# Kirgizobia bohnei
Kirgizobia bohnei là một loài bọ cánh cứng trong họ Cerambycidae.